# Arturo Amador Corbetta
Arturo Amador Corbetta fue un abogado y militar argentino que sirvió como general durante la dictadura iniciada en 1976.

## Biografía
Arturo A. Corbetta nació en Junín, Buenos Aires, en 1928. Egresó como oficial de caballería en el Colegio Militar de la Nación. Posteriormente se graduó de abogado en la Universidad de Buenos Aires. Corbetta fue admirador del filósofo Immanuel Kant.
En 1976 asumió la jefatura de la Policía Federal Argentina, designado por el teniente general Jorge Rafael Videla. Corbetta planteó un modelo de represión dentro del marco de la ley. Durante su breve paso por este destino, ocurrió el ataque contra la Superintendencia de Seguridad Federal por parte de la organización Montoneros (el 2 de julio). A renglón seguido, se produjo una rebelión contra Corbetta, quien se negó a tomar represalias. Fue relevado del cargo y su casa fue saqueada. Su reemplazante fue el general Edmundo Ojeda.
En julio de 1976 fue nombrado comandante de la I Brigada de Caballería Blindada. En diciembre del mismo año, pasó a ser jefe III-Operaciones del Estado Mayor General del Ejército.
El 15 de junio de 1978 Corbetta asumió como delegado ejecutivo en la Editorial Universitaria de Buenos Aires.
El general de brigada Corbetta murió el 14 de agosto de 1983.